# Olympische Sommerspiele 2012/Teilnehmer (Äthiopien)
| Gelbes Symbol für Goldmedaillen mit stilisierten Olympischen Ringen | Graues Symbol für Silbermedaillen mit stilisierten Olympischen Ringen | Braundes Symbol für Bronzemedaillen mit stilisierten Olympischen Ringen |
| ------------------------------------------------------------------- | --------------------------------------------------------------------- | ----------------------------------------------------------------------- |
| 3                                                                   | 2                                                                     | 3                                                                       |

Äthiopien nahm in London an den Olympischen Spielen 2012 teil. Es war die insgesamt zwölfte Teilnahme an Olympischen Sommerspielen. Vom Ethiopian Olympic Committee wurden insgesamt 34 Athleten in zwei Sportarten nominiert.
Fahnenträgerin bei der Eröffnungsfeier war die Schwimmerin Yanet Seyoum.

## Medaillen

### Medaillenspiegel
| Medaillenspiegel Äthiopien | Medaillenspiegel Äthiopien | Medaillenspiegel Äthiopien   | Medaillenspiegel Äthiopien | Medaillenspiegel Äthiopien | Medaillenspiegel Äthiopien |
| Platz                      | Sportart                   | Goldmedaille – Olympiasieger | Silbermedaille – 2. Platz  | Bronzemedaille – 3. Platz  | Gesamt                     |
| -------------------------- | -------------------------- | ---------------------------- | -------------------------- | -------------------------- | -------------------------- |
| 1                          | Leichtathletik             | 3                            | 2                          | 3                          | 8                          |
| Total                      | Total                      | 3                            | 2                          | 3                          | 8                          |

### Medaillengewinner

#### Gold
| Name            | Sportart       | Wettkampf       |
| --------------- | -------------- | --------------- |
| Meseret Defar   | Leichtathletik | 5000 m Frauen   |
| Tirunesh Dibaba | Leichtathletik | 10.000 m Frauen |
| Tiki Gelana     | Leichtathletik | Marathon Frauen |

#### Silber
| Name              | Sportart       | Wettkampf               |
| ----------------- | -------------- | ----------------------- |
| Sofia Assefa      | Leichtathletik | 5000 m Männer           |
| Dejen Gebremeskel | Leichtathletik | 3000 m Hindernis Frauen |

#### Bronze
| Name            | Sportart       | Wettkampf       |
| --------------- | -------------- | --------------- |
| Abeba Aregawi   | Leichtathletik | 1500 m Frauen   |
| Tariku Bekele   | Leichtathletik | 10.000 m Männer |
| Tirunesh Dibaba | Leichtathletik | 5000 m Frauen   |

## Teilnehmer nach Sportarten

### Leichtathletik
Laufen und Gehen 
| Athleten                  | Wettbewerb       | Vorlauf      | Vorlauf | Halbfinale    | Halbfinale    | Finale         | Finale        | Rang   |
| Athleten                  | Wettbewerb       | Zeit         | Rang    | Zeit          | Rang          | Zeit           | Rang          | Rang   |
| ------------------------- | ---------------- | ------------ | ------- | ------------- | ------------- | -------------- | ------------- | ------ |
| Frauen                    |                  |              |         |               |               |                |               |        |
| Fantu Magiso              | 800 m            | –            | –       | –             | –             | –              | –             | DNS    |
| Abeba Aregawi             | 1500 m           | 4:04,55 min  | 1       | 4:01,03 min   | 1             | 4:11,03 min    | 2             | Silber |
| Genzebe Dibaba            | 1500 m           | 4:11,15 min  | 10      | ausgeschieden | ausgeschieden | ausgeschieden  | ausgeschieden | 26     |
| Meskerem Assefa           | 1500 m           | 4:15,52 min  | 9       | ausgeschieden | ausgeschieden | ausgeschieden  | ausgeschieden | 36     |
| Gelete Burka              | 5000 m           | 15:01,44 min | 1       | –             | –             | 15:10,66 min   | 5             | 5      |
| Meseret Defar             | 5000 m           | 14:58,70 min | 2       | –             | –             | 15:04,25 min   | 1             | Gold   |
| Tirunesh Dibaba           | 5000 m           | 14:58,48 min | 1       | –             | –             | 15:05,15 min   | 3             | Bronze |
| Tirunesh Dibaba           | 10.000 m         | –            | –       | –             | –             | 30:20,75 min   | 1             | Gold   |
| Belaynesh Oljira          | 10.000 m         | –            | –       | –             | –             | 30:45,56 min   | 5             | 5      |
| Werknesh Kidane           | 10.000 m         | –            | –       | –             | –             | 30:39,38 min   | 4             | 4      |
| Tiki Gelana               | Marathon         | –            | –       | –             | –             | 2:23:07 h (OR) | 1             | Gold   |
| Aselefech Mergia          | Marathon         | –            | –       | –             | –             | 2:32:03 h      | 42            | 42     |
| Mare Dibaba               | Marathon         | –            | –       | –             | –             | 2:28:48 h      | 23            | 23     |
| Sofia Assefa              | 3000 m Hindernis | 9:25,42 min  | 1       | –             | –             | 9:09,84 min    | 2             | Silber |
| Hiwot Ayalew              | 3000 m Hindernis | 9:24,01 min  | 1       | –             | –             | 9:12,98 min    | 5             | 5      |
| Etenesh Diro              | 3000 m Hindernis | 9:25,31 min  | 2       | –             | –             | 9:19,89 min    | 6             | 6      |
| Männer                    |                  |              |         |               |               |                |               |        |
| Bereket Desta             | 400 m            | 47,40 s      | 7       | ausgeschieden | ausgeschieden | ausgeschieden  | ausgeschieden | 41     |
| Mohammed Aman             | 800 m            | 1:47,34 min  | 1       | 1:44,34 min   | 1             |                |               |        |
| Mekonnen Gebremedhin      | 1500 m           | 3:36,56 min  | 2       | 3:42,93 min   | 3             | 3:35,44 min    | 6             | 6      |
| Dawit Wolde               | 1500 m           | 3:41,81 min  | 10      | ausgeschieden | ausgeschieden | ausgeschieden  | ausgeschieden | 30     |
| Aman Wote                 | 1500 m           | 3:41,67 min  | 8       | ausgeschieden | ausgeschieden | ausgeschieden  | ausgeschieden | 29     |
| Dejen Gebremeskel         | 5000 m           | 13:15,15 min | 1       | –             | –             | 13:41,98 min   | 2             | Silber |
| Hagos Gebrhiwet           | 5000 m           | 13:26,16 min | 17      | –             | –             | 13:49,59 min   | 11            | 11     |
| Yenew Alamirew            | 5000 m           | 13:15,39 min | 2       | –             | –             | 13:49,68 min   | 12            | 12     |
| Kenenisa Bekele           | 10.000 m         | –            | –       | –             | –             | 27:32,44 min   | 4             | 4      |
| Tariku Bekele             | 10.000 m         | –            | –       | –             | –             | 27:31,43 min   | 3             | Bronze |
| Gebregziabher Gebremariam | 10.000 m         | –            | –       | –             | –             | 27:36,34 min   | 8             | 8      |
| Ayele Abshero             | Marathon         | –            | –       | –             | –             | –              | –             | DNF    |
| Getu Feleke               | Marathon         | –            | –       | –             | –             | –              | –             | DNF    |
| Dino Sefer                | Marathon         | –            | –       | –             | –             | –              | –             | DNF    |
| Roba Gari                 | 3000 m Hindernis | 8:20,68 min  | 7       | –             | –             | 8:20,00 min    | 4             | 4      |
| Berhanu Getaneh           | 3000 m Hindernis | Aufgabe      | Aufgabe | –             | –             | –              | –             | DNF    |
| Nahom Mesfin              | 3000 m Hindernis | 8:18,16 min  | 5       | –             | –             | 8:35,12 min    | 12            | 12     |

Zusätzlich wurden bei den Frauen Bezunesh Bekele, Aberu Kbede und Zemzem Ahmed und bei den Männern Lelesa Dessisa, Aman Wote und Tadese Tola als Ersatzläufer nominiert.

### Schwimmen
| Athleten               | Wettbewerb    | Vorlauf | Vorlauf | Halbfinale    | Halbfinale    | Finale        | Finale        | Rang |
| Athleten               | Wettbewerb    | Zeit    | Rang    | Zeit          | Rang          | Zeit          | Rang          | Rang |
| ---------------------- | ------------- | ------- | ------- | ------------- | ------------- | ------------- | ------------- | ---- |
| Frauen                 |               |         |         |               |               |               |               |      |
| Yanet Seyoum           | 50 m Freistil | 32,41 s | 8       | ausgeschieden | ausgeschieden | ausgeschieden | ausgeschieden | 65   |
| Männer                 |               |         |         |               |               |               |               |      |
| Mulualem Girma Teshale | 50 m Freistil | 28,99 s | 7       | ausgeschieden | ausgeschieden | ausgeschieden | ausgeschieden | 57   |